# Xenophrys minor
Xenophrys minor är en groddjursart som beskrevs av Leonhard Hess Stejneger 1926. Xenophrys minor ingår i släktet Xenophrys och familjen Megophryidae. IUCN kategoriserar arten globalt som livskraftig. Inga underarter finns listade i Catalogue of Life.